# Mansur-al-Yaman
Abu-l-Qàssim al-Hàssan ibn Fàraj ibn Hàwxab ibn Zàdhan an-Najjar al-Kufí Mansur-al-Yàman (o al-Mansur) (àrab: أبو القاسم الحسن بن فرج بن حوشب الكوفي منصور اليمن, Abū l-Qāsim al-Ḥasan b. Faraj b. Ḥawxab al-Kūfī Manṣūr al-Yaman), més conegut simplement pel seu làqab Mansur-al-Yàman o pel seu nàssab Ibn Hàwxab fou un daï càrmata del Iemen, fundador de la dinastia càrmata en aquest territori. La tradició el considera descendent de Múslim ibn Aqil ibn Abi-Tàlib. Era un subordinat d'un daï càrmata de nom Firuz probablement el mateix que les fonts càrmates esmenten com Ibn Abi-l-Fawaris, adjunt del daï càrmata de l'Iraq, Abdan ibn ar-Ràbit.
L'imam ismaïlita va enviar al Iemen a Mansur-al-Yàman junt amb el iemenita Alí ibn Fadl al-Jayxaní, van arribar al Iemen el 881 i es van separar. Mansur-al-Yàman va anar a Sanà, a Djanad i després a Aden, abans d'establir-se de manera permanent a Aden Laa en un territori sotmès als hiwàlides (yafúrides). El 883/884 va començar a predicar la imminent aparició del mahdí fent molts seguidors; en revenja d'un atac als seus seguidors per part de forces hiwàlides, va ocupar la fortalesa d'Abr Muharram al Djabal Maswar (vers 885/886) i a continuació va ocupar Bayt Fais al Djabal Tukhla i Bayt Rayb al Djabal Maswar, que va fortificar i on va establir la seva residència. Va conquerir el Djabal Tays on el seu lloctinent Abu l-Malahim fou designat governador i després va sotmetre Dilad Shawir, Ayyan i Humlan. La primera campanya contra la capital dels hiwàlides a Xibam, fou rebutjada, però després, mercès a la traïció d'un vassall deslleial, es va apoderar de la ciutat, que no obstant va perdre ràpidament. Mansur-al-Yàman va enviar missioners (dais) al Sind, a Egipte, Bahrayn i altres (a la Yamama i Índia).
El 905 Ali ibn Fadl, establert inicialment més al sud, als territoris dels yafis, es va apoderar del domini de Jàfar ibn Ismail al-Manakhi, que incloïen la fortalesa muntanyosa d'al-Mudaykhira i va esdevenir el seu rival (de fet sempre havia actuat de manera independent). Ali va derrotar els hiwàlida Asad ibn Abi Yafur i va ocupar Sanà (novembre del 905) i això va permetre a Mansur-al-Yàman ocupar Xibam. Els dos ismaïlites es van entrevistar a Sanà o a Xibam i Mansur-al-Yàman va advertir a Ali de no estendre massa el territori per evitar gran activitat militar, consell que no fou seguit. En una expedició a al-Bayad, Ali va haver de demanar socors a Mansur-al-Yàman que els va aportar. Sanà fou ocupada per al-Hadi ilà-l-Haqq Yahya, el primer imam zaidita (905/906) i Mansur-al-Yàman va perdre Xibam al mateix temps, però aquesta fou recuperada a finals del 906 i conservada per Mansur-al-Yàman, mentre Ali va recuperar Sanà, que després va tornar a al-Hadi; les forces d'aquest se'n van retirar l'estiu del 910 i Mansur-al-Yàman va aprofitar per ocupar la ciutat, però el domini fou molt breu degut al poc nombre dels seus soldats i Asad ibn Abi Yafur va entrar a Sanà i va fer diversos atacs contra Xibam que no van reeixir o ho van fer de manera efímera. L'agost del 911 Ali ibn Fadl va reconquerir Sanà i va renunciar públicament a la seva submissió a l'imam fatimita. Enfrontat a Mansur-al-Yàman, Ali va atacar a aquest i va conquerir Xibam i el Djabal Dhukhar; després de diversos combats Mansur-al-Yàman fou assetjat al Djabal Maswar durant vuit mesos i al final va haver de demanar la pau i deixar al seu fill com a ostatge.
Mansur-al-Yàman va morir al Djabal Maswar el 31 de desembre del 914. Alí ibn Fadl va quedar al front dels càrmates (o ismaïlites o fatimites) del Iemen.
Se li atribueixen dues o tres obres però probablement no són seves.